# 泰奥·福尔内
泰奥·福尔内（法語：Théo Forner，2001年10月17日—），法国男子橄榄球运动员。他曾代表法国七人制国家队参加2024年夏季奥林匹克运动会七人制橄榄球比赛，获得一枚金牌。